# Witchkiller
I Witchkiller sono una band heavy metal canadese, nata nello Stato dell'Ontario nella città di Ottawa, nel 1981. Produssero unicamente un EP, Day of the Saxons, nel 1984.

## Formazione
- Steve Batky - batteria
- Kevin Bradley - chitarra
- Domenic Sciasca - voce
- John Meharey -	Basso

## Discografia

### EP
- 1984 - Day of the Saxons